# Napat Chokejindachai
 (mai 2022).
Napat Chokejindachai (surnommé Top Napat ou Toptap Napat) est un acteur et animateur de télévision thaïlandais.

## Biographie
Il est copropriétaire d'une marque de vêtements appelée Vermillion avec son ami Oabnithi Wiwattanawarang (en).
Il a pour sœur l'actrice et mannequin Nattamon Chokejindachai.

## Filmographie sélective

### Cinéma
- 2011 : SuckSeed (en) de Chayanop Boonprakob
- 2012 : Seven Something (en) de Jira Maligool (en), Adisorn Trisirikasem et Paween Purikitpanya

### Télévision
- 2013 : Hormones: The Series (en)
- 2014 : Phuean hian.. rongrian lon (it)
- 2019 : My Ambulance (en) de Naruebet Kuno (en)

## Galerie

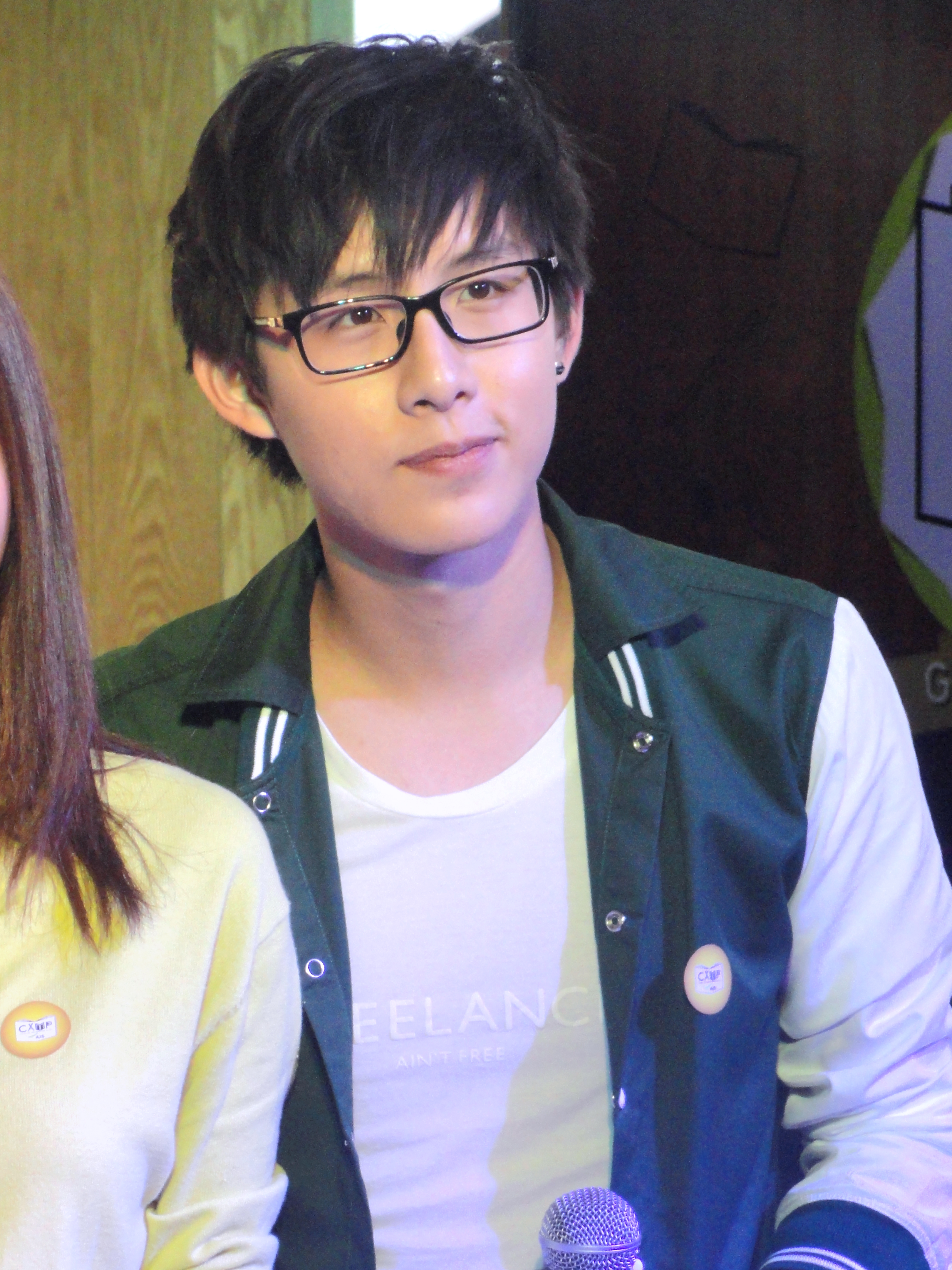
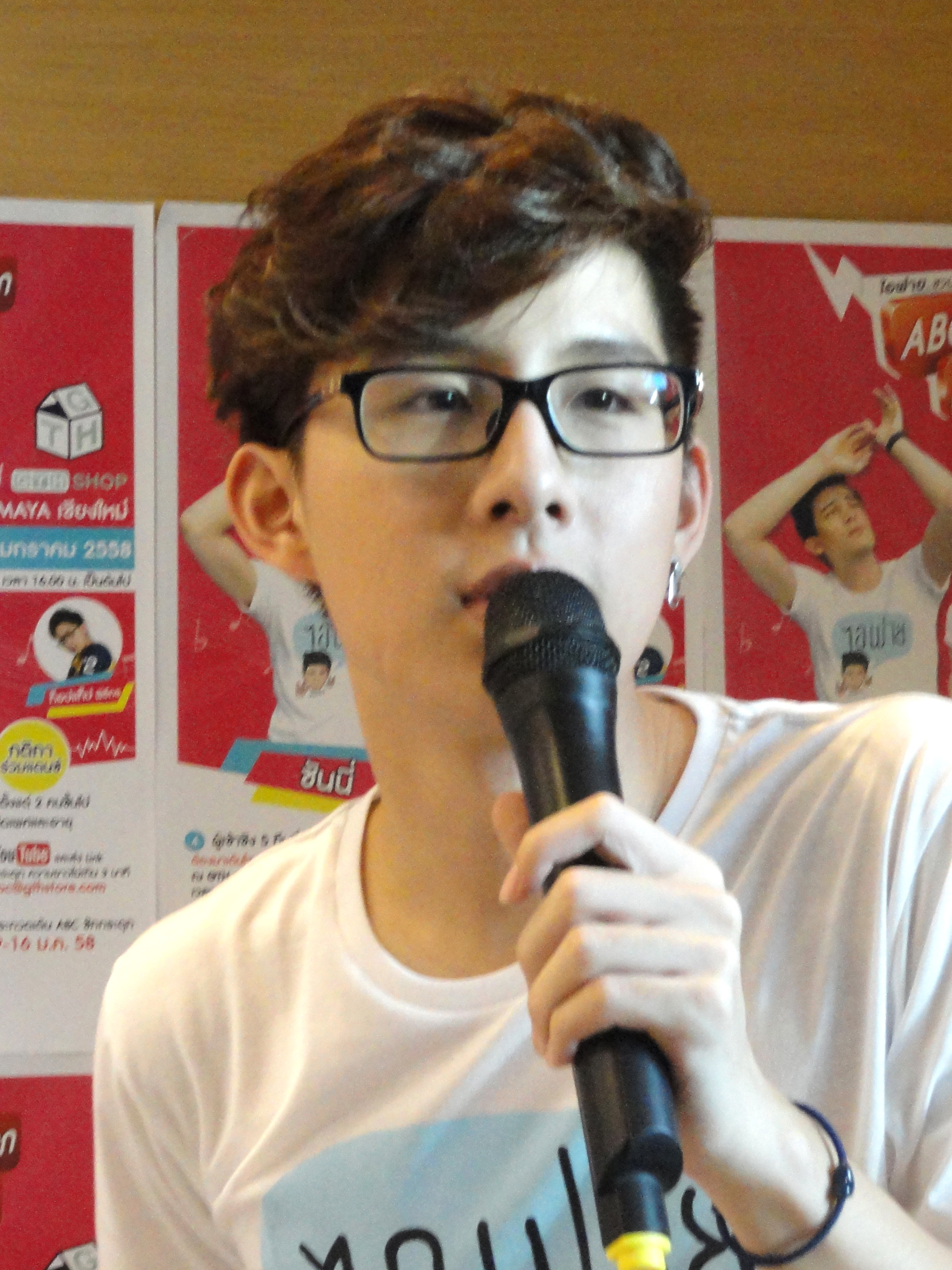